# Swertia lactea
Swertia lactea är en gentianaväxtart som beskrevs av A. Bunge. Swertia lactea ingår i släktet Swertia och familjen gentianaväxter. Inga underarter finns listade i Catalogue of Life.